# 24-часовые часы

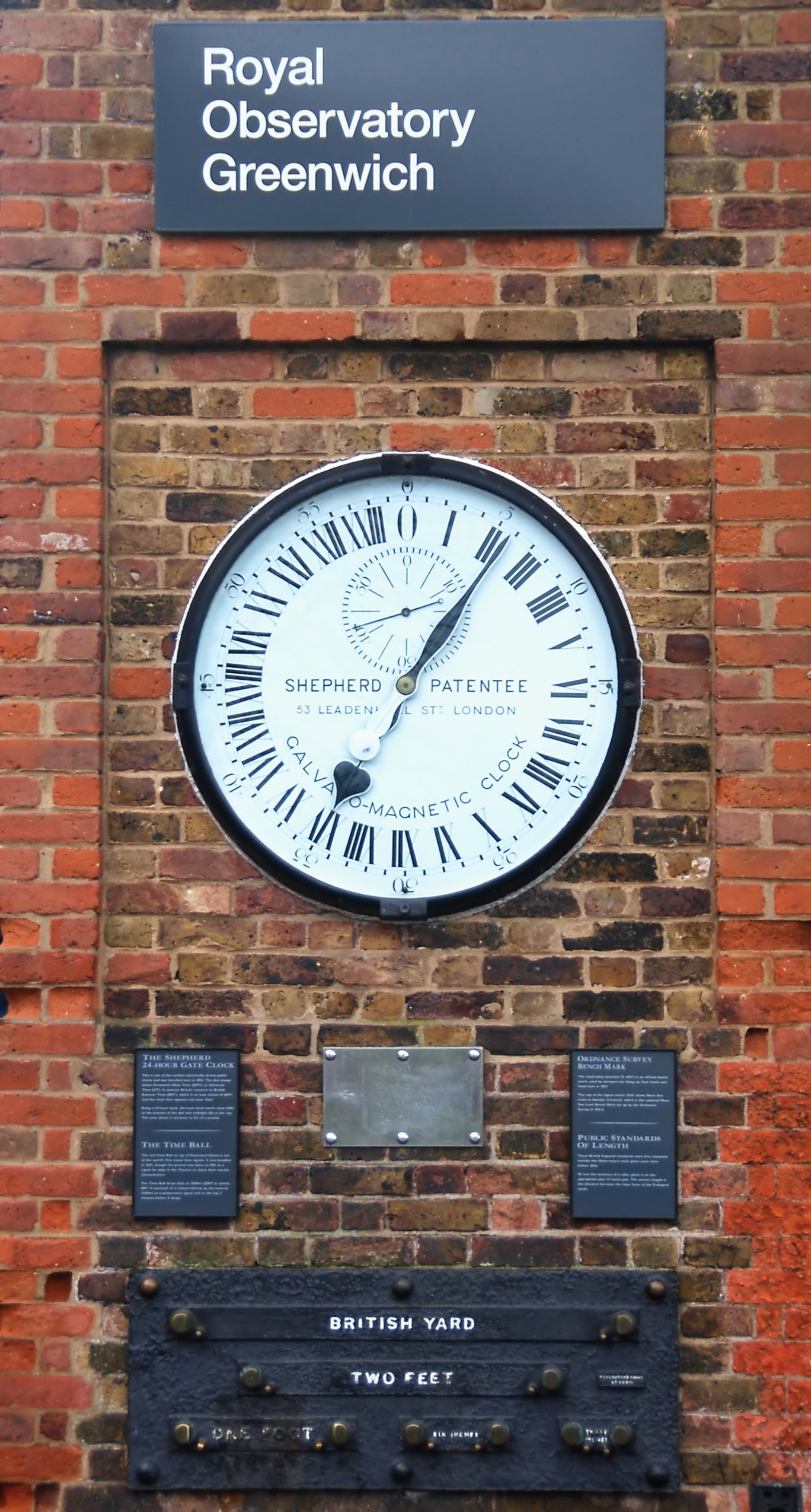
Часы Шеферд Гэйт в Гринвичской обсерватории

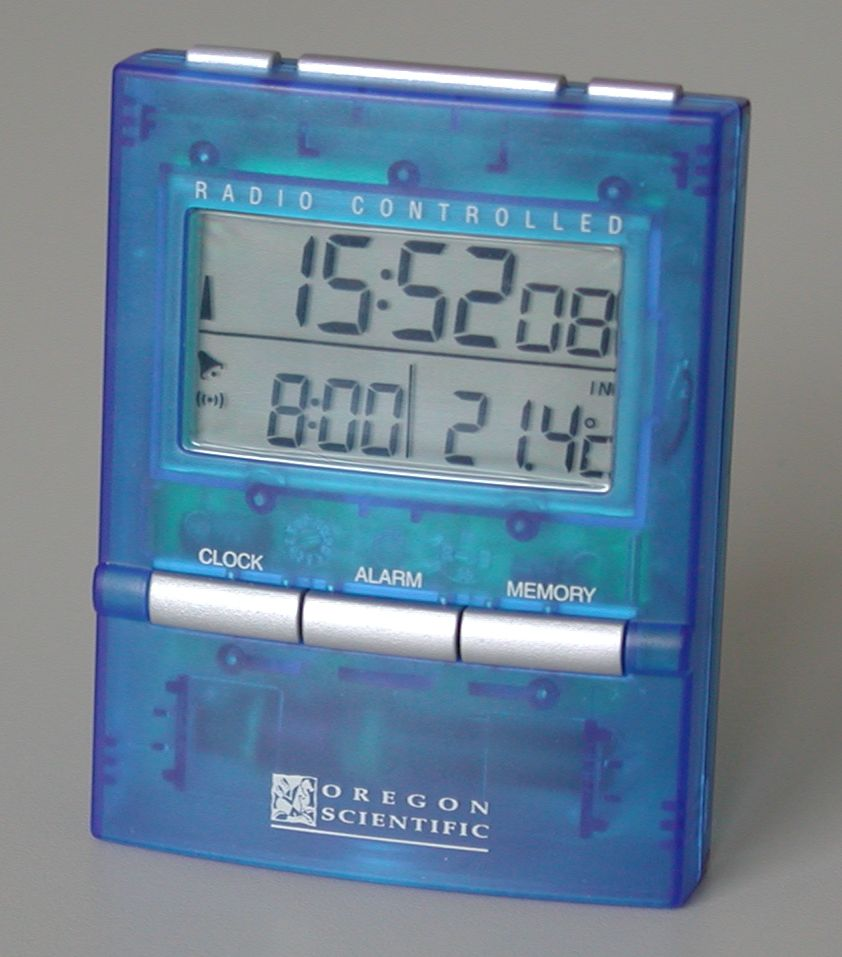
Современные 24-часовые электронные часы-будильник с термометром.

24-часовые часы – это часы в которых время суток однозначно обозначается от 0 до 23 (иногда от 1 до 24). Такие часы требуются в случаях когда затруднительно или невозможно определить время суток (вечер или утро, день или ночь). Такие ситуации часто возникают в Заполярье (в Арктике и Антарктике), у подводников, шахтеров и т.п.
Время в таких часах, в отличие от 12-часовых часов, после полудня обозначается цифрами от 13 до 23, а также сразу после полуночи как 0 часов. В механических и кварцевых часах часовая стрелка циферблата делает один оборот в сутки, а не два как в обычных 12-часовых часах. Такие часы исключают путаницу, например, между 7 часами утра и 7 часами вечера.
Традиционные циферблатные 12-часовые часы гораздо шире используются чем 24-часовые часы для полярников, военных, астрономов. В то же время цифровые часы в основном представлены 24-часовыми вариантами. В официальном обороте 12-часовой формат времени оставлен лишь в США и некоторых других странах (в США для обозначения времени до полудня используется приставка ам, после полудня - рм) в то время как в большинстве стран мира применяется 24-часовой формат времени.

## Солнечные часы
Солнечные часы основаны на суточном движении Солнца по небосводу. Наиболее наглядно это проявляется в полярный день. В течение суток Солнце совершает полный оборот вокруг земного наблюдателя. Экваториальные солнечные часы имеют равномерную круговую 24-часовую шкалу с делениями по 15° на каждый час.

## Механические часы
Механические циферблатные 24-часовые часы были первыми общественными часами. В Италии счёт суток шел от захода солнца до захода следующего дня. Впоследствии для башенных часов был выбран 12-часовой формат для удобства отбивания времени колоколами. Современные механические 24-часовые часы наиболее востребованы у людей находящихся в изолированных экстремальных условиях - в Заполярье, под водой, под землей.
Также 24-часовую шкалу имеют астрономические часы.

## Электронные часы
Электронные часы появились во второй половине XX века. Поскольку они не имеют циферблата то они в меньшей степени привязаны к традициям 12-часового цикла. 12-часовые электронные часы распространены только в немногочисленных странах придерживающихся 12-часового формата времени. Во всех остальных странах электронные часы работают по 24-часовому формату.